# Limnephilus lopho
Limnephilus lopho är en nattsländeart som beskrevs av Ross 1949. Limnephilus lopho ingår i släktet Limnephilus och familjen husmasknattsländor. Inga underarter finns listade i Catalogue of Life.